# Shige Sakakura
Shige Sakakura (坂倉しげ, Sakakura Shige ; 1868 - 9 septembre 1915) était une « nourrice » japonaise (baby farmer) et tueuse en série qui, avec deux complices, fut responsable du meurtre de nombreux nourrissons à Hioki Wakasa (actuelle Nagoya) entre 1898 et 1913. Pour ces crimes, elle et ses complices furent condamnés à mort et pendus en 1915.

## La vie et les crimes
Shige née en 1868 dans le domaine de Tsu, fille d'un mécanicien. À l'âge adulte, elle épouse un homme de la famille Sakakura à Hioki Wakasa. En 1898, elle commence à travailler comme sage-femme, acceptant des enfants illégitimes pour 40 à 50 yens chacun, qu'elle fera disparaitre les uns après les autres. En mai 1913, on estime qu'elle et ses complices (Tsuta Oki, 45 ans, et Naka Ikai, 62 ans) ont tué environ 200 nourrissons, ses années les plus prolifiques ayant été pendant la guerre russo-japonaise, où de nombreux soldats japonais sont morts au combat, laissant des veuves. Pour éviter d'être identifiés, ils se déplaçaient dans différents établissements de la préfecture.
Elle fut démasquée lorsqu'elle tua l'enfant d'une geisha qui lui rendait visite régulièrement pour le voir. N'étant plus autorisée à le rencontrer, elle devint méfiante et contacta la police, qui arrêta Sakakura et ses complices. Dix jours plus tard, l'affaire fut relayée dans la presse et devint un véritable scandale au Japon.

## Condamnation et exécution
Le 29 juin 1914, les trois criminels furent condamnés à mort, et la sentence fut confirmée le 21 octobre de la même année. Sakakura, Oki et Ikai furent tous pendus le 9 septembre 1915.

## Affaires similaires
Durant la période d’après-guerre appauvrie du milieu des années 1940, pendant l’ère Shōwa, une autre sage-femme, Miyuki Ishikawa (1897-1987), fut également accusée d’avoir tué environ 84 nourrissons.